# Хафтон, Джон
Джон Теодор Хафтон (англ. John Theodore Houghton; 30 декабря 1931, Дайзерт, Уэльс — 15 апреля 2020) — валлийский климатолог и специалист по физике атмосферы, член Лондонского королевского общества (1972), рыцарь с 1991 года.

## Биография
Выпускник Оксфордского университета: в Колледже Иисуса получил степень бакалавра искусств в 1951 году, а в 1955 году — степени магистра и доктора философии (научный руководитель — Алан Брюер). После нескольких лет работы в Royal Aircraft Establishment в 1962 году вернулся в Оксфорд, где преподавал до 1983 года, профессор физики атмосферы с 1976 года. В 1976—1978 годах президент Королевского метеорологического общества. В 1979—1983 годах заместитель директора Лаборатории Резерфорда — Эплтона. В 1981—1992 годах председатель консультативного комитета наблюдения за Землей ЕКА. В 1981—1984 годах председатель совместного научного комитета World Climate Research Programme. В 1983—1991 годах возглавлял Метеорологическую службу Великобритании, в те же годы член исполнительного совета Всемирной метеорологической организации и в 1987—1991 годах её вице-президент. В 1988—2002 годах возглавлял научную рабочую группу МГЭИК. В 1992—1998 годах глава Королевской комиссии по загрязнению окружающей среды.
С 1991 года почётный учёный Лаборатории Резерфорда — Эплтона. С 1997 года председатель John Ray Initiative. С 2000 года попечитель Shell Foundation. C 2002 года почётный учёный Hadley Centre for Climate Prediction and Research.
Член Европейской академии (1989), почётный член Королевского метеорологического общества (1995) и Американского метеорологического общества (1997).
В 1992 году подписал «Предупреждение человечеству».
Скончался после долгой болезни от осложнений, связанных с COVID-19.

## Научная деятельность
Занимался разработкой приборов и методов радиометрических измерений свойств атмосферы. В начале карьеры проводил измерения в ИК-диапазоне с борта оставшегося после войны бомбардировщика De Havilland Mosquito. В 1960-е годы участвовал в обсуждении нового подхода к радиометрическим измерениям, основанного на использовании искусственных спутников Земли. Вместе с Десом Смитом (Des Smith ) разработал новый радиометр с прерывателем (англ. chopper radiometer), который был запущен в стратосферу на стратостате. Вместе с Льюисом Капланом (Lewis Kaplan) показал, что из результатов измерений можно восстановить профили температуры по высоте, представляющие ценность для метеорологии. В 1970 году прибор, разработанный Хафтоном и Смитом, был запущен на американском метеорологическом спутнике Nimbus 4; последующие спутники программы Nimbus оснащались улучшенными версиями инструмента.

## Награды и отличия
- 1966 — Buchan Prize, Royal Meteorological Society[англ.]
- 1983 — William Gaskell Medal[англ.], Royal Meteorological Society
- 1984 — Золотая медаль, Remote Sensing Society
- 1990 — Symons Gold Medal[англ.], Royal Meteorological Society
- 1991 — Бейкеровская лекция Лондонского королевского общества
- 1992 — Медаль Уильяма Нордберга, Комитет по космическим исследованиям при Международном совете по науке
- 1994 — Global 500 Roll of Honour[англ.], Программа ООН по окружающей среде
- 1995 — Золотая медаль Королевского астрономического общества
- 1998 — International Meteorological Organization Prize[англ.]
- 1998 — Christopher Ernest Barthel Jr Award, IUAPPA[англ.]
- 2006 — Премия Японии
- 2009 — Премия Альберта Эйнштейна[4]

Удостоен почётных докторских степеней, среди вручителей — Уэльский университет (1991), Стерлингский университет (1992), Университет Восточной Англии (1993).

## Публикации
Книги
- Houghton J.T. The global climate. — Cambridge University Press, 1984.
- Houghton J.T., Taylor F.W., Rodgers C.D. Remote sounding of atmospheres. — Cambridge University Press, 1984.
- Houghton J.T., Jenkins G.J., Ephraums J.J. Climate change: The IPCC scientific assessment. — Cambridge University Press, 1990.
- Houghton J.T., Callander B.A., Varney S.K. Climate change 1992. The supplementary report to the IPCC Scientific Assessment. — Cambridge University Press, 1992.
- Houghton J. Physics of Atmospheres. — 3rd ed.. — Cambridge University Press, 2002.
- Houghton J. Global Warming: The Complete Briefing. — 5th ed.. — Cambridge University Press, 2015.

Основные статьи
- Houghton J.T. Absorption and emission by carbon‐dioxide in the mesosphere // Quarterly Journal of the Royal Meteorological Society. — 1969. — Vol. 95. — P. 1-20. — doi:10.1002/qj.49709540302.
- Taylor F.W., Houghton J.T., Peskett G.D., Rodgers C.D., Williamson E.J. Radiometer for remote sounding of the upper atmosphere // Applied Optics. — 1972. — Vol. 11. — P. 135-141. — doi:10.1364/AO.11.000135.
- Houghton J.T., Taylor F.W. Remote sounding from artificial satellites and space probes of the atmospheres of the Earth and the planets // Reports on Progress in Physics. — 1973. — Vol. 36. — P. 827-919. — doi:10.1088/0034-4885/36/7/002.
- Barnett J.J., Houghton J.T., Pyle J.A. The temperature dependence of the ozone concentration near the stratopause // Quarterly Journal of the Royal Meteorological Society. — 1975. — Vol. 101. — P. 245-257. — doi:10.1002/qj.49710142808.
- Houghton J. The stratosphere and mesosphere // Quarterly Journal of the Royal Meteorological Society. — 1978. — Vol. 104. — P. 1-29. — doi:10.1002/qj.49710443902.
- Hulme M., Dickson R.R., Stevenson H., Troccoli A., Hoskins B.J., Houghton J.T., Niemeyer S.J., Venables J. Abrupt climate change: Can society cope? // Philosophical Transactions of the Royal Society A. — 2003. — Vol. 361. — P. 2001-2021. — doi:10.1098/rsta.2003.1239.
- Houghton J. Global warming // Reports on Progress in Physics. — 2005. — Vol. 68. — P. 1343-1403. — doi:10.1088/0034-4885/68/6/R02.